# DJ Sammy
DJ Sammy, pseudonimo di Samuel Bouriah (Palma di Maiorca, 19 ottobre 1969), è un disc jockey spagnolo.

## Biografia

### Gli esordi
Incominciò la sua carriera nel 1984, suonando in vari club di Palma come l'Alexandria (ricostruito tra 1998/1999 e rinominato Boomerang), Banana e Zorba Club, dove imparò a parlare inglese e tedesco, in quanto la clientela era maggiormente di paesi d'oltralpe. Durante questi anni concluse anche la formazione come tecnico del suono presso il Mallorca Music College.

### Successo
Sammy sfondò in Germania quando pubblicò nel 1995 il suo primo singolo "Life Is Just a Game", che poi passò per tutte le principali radio dance dei paesi del nord e centro Europa, dove crebbe la sua fama, grazie anche a successivi successi come "You're My Agel", "Golden Child", "In to Eternety", "Magic Moment" e "Prince of Love", prodotti in collaborazione con la cantante olandese Marie Josè Van Der Kolk, a quei tempi chiamata con il nome d'arte Charisma, e adesso Loona; la quale è l'attuale compagna da cui Sammy ha avuto una figlia, Maria Saphira nata il 10 febbraio 2005.
DJ Sammy ha fondato la propria etichetta di musica dance, Super M Records e Bahia Music con sede a Palma di Majorca.
Il successo principale comunque rimane "Heaven", cover della famosissima canzone di Bryan Adams, fatta in versione trance con la collaborazione della cantante olandese Dominique Van Hulst, alias Do, e il dj tedesco Yanou. Grazie a questa cover, Dj Sammy ha raggiunto un livello di popolarità mondiale, scalando sino alla vetta le principali classifiche dance di tutto il globo, ottenendo con il singolo "Heaven" tra il 2002 e il 2003 vari premi come il disco d'oro in USA, Gran Bretagna, Sudafrica, Australia, Germania, Spagna, Paesi Bassi, Canada, Giappone, paesi scandinavi e altri importanti premi nel resto del mondo.
Dopo il successo mondiale di "Heaven", l'artista spagnolo ha prodotto altri fortunati successi a livello internazionale come "Rise again", "Sunlight", "The boys of summer", "Why", "Lbby haba", "Everybody hurts" , "Call on me" , "Fell The Love" , "For love", "Animal" e la recente "Look For Love".
DJ Sammy si è guadagnato i primi posti come DJ e artista internazionale di musica elettronica da discoteca accanto a nomi oramai anch'essi ben noti come Tiësto, Paul van Dyk, Roger Sanchez, Armin Van Buuren ed altri.
Sammy oltre ad aver partecipato ad eventi mondiali musicali come la nota Love Parade, continua ad esibirsi nei principali club del mondo, dal Es Paradis di Ibiza al Dockside di Città del Capo, dal BCM di Maiorca alle principali discoteche d'Europa e America, oltre a vari tours mondiali.

## Discografia

### Album studio
- 1998 - Life Is Just a Game
- 1998 - Dj Sammy at Work
- 2002 - Heaven
- 2005 - The Rise
- 2007 - Balearic Masters vol.1
- 2009 - Ministry Of Sound-Session Germany

## Singoli
- 1995 - Life Is Just a Game
- 1996 - You're My Angel
- 1997 - Prince of Love
- 1997 - Golden Child
- 1998 - Magic Moment
- 1999 - In 2 Eternety
- 2001 - Heaven
- 2003 - Sunlight
- 2003 - The Boys of Summer
- 2004 - Rise Again
- 2005 - Why
- 2005 - L'bby haba
- 2007 - Everybody Hurts
- 2008 - Call M
- 2009 - Feel the Love
- 2010 - 4 love
- 2010 - Animal
- 2011 - Look For Love
- 2013 - Shut up and kiss me feat. The Jackie Boyz